# Jelena Konevtseva
Jelena Nikolajevna Konevtseva (Russisch:Елена Николаевна Коневцева) (geboren als Jelena Taoerjanina) (Klin, 11 maart 1981) is een Russisch atlete die is gespecialiseerd in het kogelslingeren. Ze nam tweemaal deel aan de Olympische Spelen, maar won hierbij geen medailles.
Konevtseva werd tiende op het WK voor junioren in 2000. Ze vertegenwoordigde haar land op het Europees Kampioenschap 2002, wereldkampioenschappen atletiek 2003, Olympische Spelen van 2004 en de Olympische Spelen van 2008, maar stond in geen van deze grote internationale toernooien in de finale. Op de wereldkampioenschappen atletiek 2007 in Osaka kwalificeerde ze zich wel voor de finale waarbij ze vijfde werd met een beste poging van 72,45 m. De wedstrijd werd gewonnen door de Duitse Betty Heidler die met 74,76 ruim twee meter verder wierp.
Ze is aangesloten bij Dynamo Moskva.

## Persoonlijk record
| Onderdeel      | Prestatie | Datum       | Plaats |
| -------------- | --------- | ----------- | ------ |
| kogelslingeren | 76,21 m   | 26 mei 2007 | Sotsji |

## Palmares

### kogelslingeren
- 2000: 10e WK junioren - 54,86 m
- 2007: 5e WK - 72,45 m